# Мој тата на одређено време
Мој тата на одређено време је југословенски филм из 1982. године, који је режирао Милан Јелић.

## Радња
"Мој тата на одређено време" је наставак комедије "Рад на одређено време", у којој пратимо нове подстанарске авантура несрећног наставника.
Самохрана мајка Светлана, њен дванаестогодишњи син и вечито привремено запослени Синиша западају и даље у разне неприлике. Синиша се најзад одлучи да запроси Светлану, али се управо тада враћа њен бивши муж. Док Синиша, у потрази за сталним послом, претерује у ревности код заводљиве чланице комисије, муж наговара Светлану да обнове заједнички живот, нудећи јој богатство и путовања. Односи се заплићу све до срећног завршетка који ипак није лишен нових забуна...

## Улоге
| Глумац                   | Улога              |
| ------------------------ | ------------------ |
| Љубиша Самарџић          | Синиша Пантић      |
| Милена Дравић            | Светлана Милановић |
| Борис Дворник            | Бора, Иванов отац  |
| Никола Којо              | Иван Милановић     |
| Велимир Бата Живојиновић | Милутин Ракочевић  |
| Јелисавета Саблић        | Сека               |
| Власта Кнезовић          | Коса               |
| Оливера Марковић         | Косина мама        |
| Неда Арнерић             | Ружица Звезданић   |
| Реља Башић               | Жељко              |
| Владан Живковић          | Радомир            |
| Нада Војиновић           | Виолета            |
| Воја Брајовић            | вођа пута          |
| Јелица Сретеновић        | социјални радник   |
| Тома Курузовић           | родитељ            |
| Љиљана Седлар            | судија             |
| Гала Виденовић           | Јасна              |
| Илија Башић              |                    |
| Милка Газикаловић        |                    |

## Занимљивости
- Гала Виденовић (Јасна) и Никола Којо (Иван) су одиграли улогу заљубљеног школског пара коју ће репризирати у филму Зорана Чалића, Шта се згоди кад се љубав роди, као Наташа и Михајло Павловић.